# Briarwood (Queens)
Briarwood ist ein überwiegend von Mittelschicht geprägtes Wohnviertel im Zentrum des Stadtbezirks Queens, New York City.

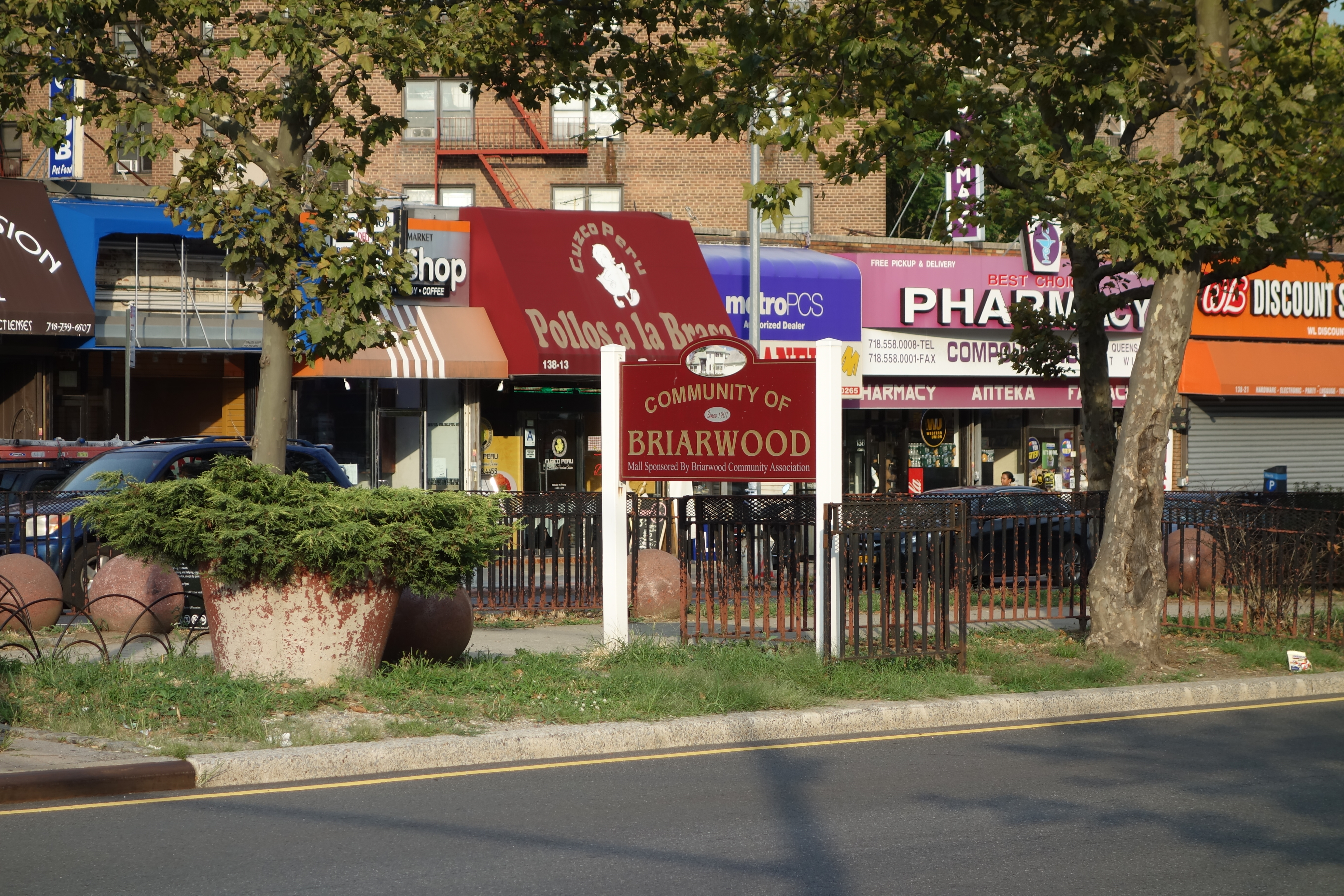
Blick auf das nördliche/westliche Ende der Queens Gate Mall (Briarwood Mall) im Mittelstreifen des Queens Boulevard an der Kreuzung Queens Boulevard und 84th Drive.

## Lage
Briarwood befindet sich im Community District 8 von Queens und liegt zwischen dem Van Wyck Expressway im Westen, Parsons Boulevard im Osten, Union Turnpike im Norden und Hillside Avenue im Süden.

## Demografie
Das Viertel zählt rund 26.000 Einwohner mit einem ausgeglichenen Geschlechterverhältnis und einem Medianalter von 38 Jahren. Die Bevölkerung setzt sich zusammen aus etwa 28 % Asiaten, 25 % Weißen, 22 % Hispanics und 17 % Afroamerikanern. Der Anteil US-geborener Bürger liegt bei 44 %, während 34 % eingebürgerte und 21 % nicht eingebürgerte Einwohner sind. Das mittlere Haushaltseinkommen beträgt etwa 98.000 US-Dollar.